# Prix Jazzpar
Le prix Jazzpar est un prix danois décerné par le Det Danske Jazzcenter (da), récompensant des musiciens de jazz internationaux pour leur carrière, décerné de 1990 à 2004. Il s'agissait du prix international dans le domaine du jazz le mieux doté.

## À propos du prix
Premier prix de jazz international à sa création, le Prix Jazzpar a l'ambition de participer à la reconnaissance du jazz, dans l'esprit d'un prix Nobel,, auquel le prix est souvent comparé.
Le jury, présidé par Arnvid Meyer (da), est composé de critiques de jazz, notamment :
- Danemark : Clim Meyer, Boris Rabinowitsch (da) (critique), Peter H. Larsen (responsable du département jazz à l'Office danois de radiodiffusion[6])
- États-Unis : Dan Morgenstern (historien, journaliste)
- Royaume-Uni : Brian Priestley (en) (écraivain, homme de radio, pianiste)
- France : Alex Dutilh (cofondateur de Jazzman, animateur à Radio France)
- Italie : Filippo Bianchi (directeur du magazine Musica Jazz (it), fondateur d'Europe Jazz Network)[2].

Le jury choisi parmi cinq candidats, sans critère de style, d'âge, de genre ou de nationalité.
Le prix est financé par le Scandinavian Tobacco Group (en), qui reste en dehors de la sélection. La dotation est de 200 000 couronnes danoises, à dépenser librement, auxquels s'ajoute une statuette en bronze du sculpteur Jørgen Haugen Sørensen (da).
L'obtention du prix donne lieu à plusieurs concerts au Danemark et en Europe et à des émissions de radio. Un album, captant ces concerts, est en général financé, accordant aux artistes le temps d'écrire ou d'arranger un répertoire original.

## Historique
Le prix est créé par le trompettiste danois Arnvid Meyer (da)
Le premier prix a d'abord été accordé à Sonny Rollins, qui l'a refusé. Le second sur la liste, Muhal Richard Abrams, a donc remporté le prix.
En 2004, le Scandinavian Tobacco Group (en) a décidé d'arrêter de financer le prix, entraînant l'annulation du prix faute de sponsor.

## Liste des lauréats
| Année | Lauréat              | Nationalié     | Album publié                              |
| ----- | -------------------- | -------------- | ----------------------------------------- |
| 1990  | Muhal Richard Abrams | États-Unis     |                                           |
| 1991  | David Murray         | États-Unis     | The Jazzpar Prize (en)                    |
| 1992  | Lee Konitz           | États-Unis     | Lee Konitz and the Jazzpar All Star Nonet |
| 1993  | Tommy Flanagan       | États-Unis     | Flanagan's Shenanigans (en)               |
| 1994  | Roy Haynes           | États-Unis     |                                           |
| 1995  | Tony Coe             | Royaume-Uni    | Jazzpar 95                                |
| 1996  | Geri Allen           | États-Unis     | Some Aspects of Water (en)                |
| 1997  | Django Bates (en)    | Royaume-Uni    |                                           |
| 1998  | Jim Hall             | États-Unis     | Jazzpar Quartet +4                        |
| 1999  | Martial Solal        | France         | Contrastes                                |
| 2000  | Chris Potter         | États-Unis     | This Will Be (en)                         |
| 2001  | Marilyn Mazur        | Danemark       |                                           |
| 2002  | Enrico Rava          | Italie         |                                           |
| 2003  | Andrew Hill          | États-Unis     | The Day the World Stood Still (en)        |
| 2004  | Aldo Romano          | Italie/ France | The Jazzpar Prize                         |